# Napasoq
Napasoq (o Napassoq, o Napâssoq) è un piccolo villaggio della Groenlandia. Ha 97 abitanti (gennaio 2005); si trova nel comune di Qeqqata. È situato su una piccola isoletta nello Stretto di Davis, circa 60 km a sud di Maniitsoq e 30 a nord-ovest di Atammik; le coordinate sono 65°02'N e 52°22'O.